# Enicospilus rehanarius
Enicospilus rehanarius là một loài tò vò trong họ Ichneumonidae.